# 佐相憲一
佐相 憲一（さそう けんいち、1968年5月4日- ）は、日本の詩人、ライター、編集者。

## 人物
神奈川県横浜市に生まれる。早稲田大学政治経済学部卒業。2003年、詩集『愛、ゴマフアザラ詩』で第36回小熊秀雄賞を受賞。2023年、詩集『サスペンス』で第19回日本詩歌句随筆評論大賞詩部門特別賞を受賞。「日本詩人クラブ」理事長、「横浜詩人会」会長、「詩人会議」副委員長、「関西詩人協会」運営委員を務めた。2000年代から現在に至るまで各地で詩関係の講演や講師、選者など。いくつかのコミュニティFM放送やインターネットテレビ放送出演を経て、2018年11月にはNHKラジオ深夜便「明日へのことば」、2022年11月にはテレビ神奈川（TVK）番組「イイコト！」内「今週の詩」に4週出演した。編集者としては約200冊の文芸書を手掛ける。現在、「日本詩人クラブ」理事、「文化企画アオサギ」代表、「小熊秀雄協会」代表、詩誌「指名手配」主宰。「日本文藝家協会」「日本現代詩人会」「詩人会議」「横浜詩人会」などの会員。「九条の輪詩人の輪」よびかけ人。

## 詩集
- 『共感』（1997年、東洋出版）
- 『対話』（1999年、東洋出版）
- 『愛、ゴマフアザラ詩』（2002年、土曜美術社出版販売）＜小熊秀雄賞＞
- 『永遠の渡来人』（2005年、土曜美術社出版販売）
- 『心臓の星』（2008年、土曜美術社出版販売）
- 『港』（2010年、詩人会議出版）
- 『時代の波止場』（2012年、コールサック社）
- 『森の波音』（2015年、コールサック社）
- 『もり』（2018年、澪標）
- 『佐相憲一詩集 1983～2018』（2019年、文化企画アオサギ）
- 『サスペンス』（2022年、文化企画アオサギ）＜日本詩歌句随筆評論大賞詩部門特別賞＞

## 小説
- 『痛みの音階、癒しの色あい』（2018年、コールサック社）

## 詩論集・エッセイ集
- 『21世紀の詩想の港』（2011年、コールサック社）
- 『バラードの時間―この世界には詩がある』（2014年、コールサック社）
- 『生きることと詩の心』（2023年、土曜美術社出版販売）

## 所属団体
- 日本詩人クラブ
- 日本現代詩人会
- 日本文藝家協会
- 詩人会議
- 横浜詩人会
- 旭川文学資料友の会
- 小熊秀雄協会
- 関西詩人協会
- 九条の会詩人の輪